# 松沢村 (東京府)
松沢村（まつざわむら）とは、東京府荏原郡にかつて存在した村である。現在の世田谷区の西北部に位置していた。おおむね甲州街道、京王線の南側一帯にあたる。

## 沿革
- 1889年（明治22年）5月1日 - 町村制の施行に伴い、上北沢村の全域と、以下の3村の各一部を合併して発足（カッコ内は残部の編入先）。
  - 赤堤村（世田ヶ谷村）
  - 松原村（世田ヶ谷村）
  - 世田ヶ谷村（世田ヶ谷村、駒沢村）
- 1932年（昭和7年）10月1日 - 荏原郡全域が東京市に編入され、松沢村の区域に世田谷区を設置。

## 交通

### 鉄道
- 京王電気軌道（現京王電鉄）
  - 京王線：松原駅（現明大前駅） - 日大前駅（現下高井戸駅） - 北沢車庫前駅（現桜上水駅） - 上北沢駅
- 玉川電気鉄道（現東京急行電鉄）
  - 玉川線支線：六所神社前駅 - 七軒町駅 - 下高井戸駅
六所神社前駅と七軒町駅は1949年に玉電松原駅（現松原駅）へ統合(書類上は六所神社前駅の移設・改称）。

### 道路
- 甲州街道

## 現在の地名
赤堤、上北沢、桜上水、松原（いずれも大体の範囲）

## 医療機関
- 東京府松沢病院

## 教育機関
- 日本女子体育専門学校
- 東京府豊島師範学校付属農業補習学校
- 日本聾話学校
- 松沢青年訓練所
- 松沢尋常高等小学校
- 北沢幼稚園
- 芳英幼稚園

## 関連書籍
- 東京市臨時市域擴張部 『荏原郡松澤村現状調査』 1931年
- 東京府荏原郡松沢村 『松沢村史』 1932年